# Matti Hautamäki
Matti Antero Hautamäki (* 14. Juli 1981 in Oulu) ist ein ehemaliger finnischer Skispringer. Er ist der Bruder der ehemaligen Skispringer Jussi und Hannu Hautamäki. Wie auch Jussi startete er für den Verein Puijon Hiihtoseura in Kuopio.

## Werdegang
Im Alter von sieben Jahren begann Matti Hautamäki, motiviert durch seinen älteren Bruder Jussi, mit dem Skispringen auf einer Schanze in der Nähe seiner Geburtsstadt Oulu. Im Alter von 16 Jahren zog er 1997 gemeinsam mit seinem Bruder und dessen Freund Lauri Hakola nach Kuopio, wo er die Sportschule besuchte und unter dem Trainer Pekka Niemelä bei der Junioren-Weltmeisterschaft im kanadischen Canmore im Jahr des Umzugs bereits Team-Silber holte. Im darauffolgenden Jahr holte er in Sankt Moritz, ebenfalls bei der Junioren-WM, Bronze im Einzel und mit der Mannschaft.
Am 29. November 1997 hatte der Finne im norwegischen Lillehammer seinen ersten Weltcupeinsatz und bereits bei seinem zweiten Einsatz am Folgetag holte er mit einem 17. Rang seine ersten Weltcuppunkte. Seinen ersten Podestplatz errang er am 27. November 1999 in Kuopio, als er Dritter wurde.
In den Folgejahren war der Finne stets festes Mitglied der Weltcupmannschaft. Seinen ersten Winter-Sieg holte er am 2. Dezember 2000 erneut in Kuopio, zuvor hatte er schon am 26. August desselben Jahres den Sommer-Grand Prix-Wettkampf im japanischen Hakuba für sich entscheiden können.
Insgesamt gewann er 16 Weltcup-Wettkämpfe im Einzel, davon drei im Skifliegen. Dazu kommen sieben Mannschaftssiege, hiervon drei im Fliegen. Sechs seiner Einzelsiege errang er in einer Rekordserie in der Saison 2004/2005, als er nacheinander den zweiten Wettkampf im italienischen Pragelato, alle vier Wettkämpfe des Nordic Tournament und den ersten Flugwettkampf in Planica gewann. Eine solche Siegesserie war zuvor – in derselben Saison – nur Hautamäkis Landsmann Janne Ahonen gelungen.
Mit dieser Siegesserie konnte er auch nach 2002 zum zweiten Mal die Gesamtwertung des Nordic Tournament gewinnen. Seine beste Platzierung bei der Vierschanzentournee erreichte er 2001/02, als er den zweiten Rang belegte.
Bei Olympischen Spielen konnte der Finne bisher vier Medaillen erringen. Bei den Olympischen Winterspielen 2002 in Salt Lake City gewann er Silber mit der Mannschaft auf der Großschanze und Bronze im Einzel von derselben, vier Jahre später bei den Olympischen Winterspielen 2006 in Turin gewann er erneut Mannschafts-Silber und auch im Einzel von der Normalschanze gewann er die Silbermedaille hinter Lars Bystøl.
Bei Weltmeisterschaften konnte er einmal Gold im Team bei der Nordischen Skiweltmeisterschaft 2005 in Oberstdorf gewinnen, dazu kommen zwei Silbermedaillen von den Nordischen Skiweltmeisterschaften 2003 in Val di Fiemme mit der Mannschaft sowie im Einzel von der Großschanze.
Der Finne gilt als ein ausgezeichneter Skiflieger. Mit seiner aktuellen Bestweite von 235,5 Metern hielt er bis zum 13. Februar 2011, als Janne Happonen in Vikersund auf 240 Meter segelte, den finnischen Rekord. 2003 verbesserte er den damaligen Weltrekord in drei Schritten auf 231 Meter und hielt diesen bis zum 20. März 2005, als er ihn zuerst verlor, dann wiedererlangte und noch im selben Wettkampf wieder an den Norweger Bjørn Einar Romøren verlor, der 239 Meter stehen konnte. Skiflug-Weltmeister wurde er jedoch nie. Bisher gewann er einmal Bronze im Einzel (2002 in Harrachov) und dreimal Silber im Team (2004 in Planica, 2006 am Kulm sowie 2008 in Oberstdorf).
In den letzten Jahren hatte der Finne vermehrt mit Knieproblemen zu kämpfen, die ihn auch schon mehrfach laut überlegen ließen, seine Karriere zu beenden, so besonders nach der Saison 2009/2010, die eine der schlechtesten seiner Karriere war. Doch aufgrund der Ideen des neuen finnischen Cheftrainers Pekka Niemelä, entschied er sich zu Fortsetzung seiner Skispringerkarriere. In der Saison 2010/2011 war er der beste und beständigste Finne.
Am 16. März 2012 gab er bekannt, nach dem Teamskifliegen am Folgetag im slowenischen Planica seine Karriere zu beenden.
Nur wenige Monate nach seinem Karriereende im Skispringen begann Hautamäki eine Ausbildung zum Lokführer.

## Trivia
Über die Hautamäki-Brüder gibt es ein Lied auf der 'Mehr Schispringerlieder' CD von Christoph & Lollo.

## Erfolge

### Weltcupsiege im Einzel
| Nr. | Datum             | Ort         | Typ         |
| --- | ----------------- | ----------- | ----------- |
| 1.  | 2. Dezember 2000  | Kuopio      | Großschanze |
| 2.  | 19. Januar 2002   | Zakopane    | Großschanze |
| 3.  | 13. März 2002     | Falun       | Großschanze |
| 4.  | 15. März 2002     | Trondheim   | Großschanze |
| 5.  | 22. März 2003     | Planica     | Flugschanze |
| 6.  | 23. März 2003     | Planica     | Flugschanze |
| 7.  | 28. November 2003 | Kuusamo     | Großschanze |
| 8.  | 23. Januar 2004   | Hakuba      | Großschanze |
| 9.  | 11. Februar 2005  | Pragelato   | Großschanze |
| 10. | 6. März 2005      | Lahti       | Großschanze |
| 11. | 9. März 2005      | Kuopio      | Großschanze |
| 12. | 11. März 2005     | Lillehammer | Großschanze |
| 13. | 13. März 2005     | Oslo        | Großschanze |
| 14. | 19. März 2005     | Planica     | Flugschanze |
| 15. | 28. Januar 2006   | Zakopane    | Großschanze |
| 16. | 29. Januar 2006   | Zakopane    | Großschanze |

### Weltcup-Platzierungen
| Saison  | Platz | Punkte |
| ------- | ----- | ------ |
| 1997/98 | 039.  | 0104   |
| 1998/99 | 101.  | 0001   |
| 1999/00 | 017.  | 0341   |
| 2000/01 | 006.  | 0648   |
| 2001/02 | 003.  | 1048   |
| 2002/03 | 008.  | 0797   |
| 2003/04 | 007.  | 0673   |
| 2004/05 | 003.  | 1275   |
| 2005/06 | 011.  | 0563   |
| 2006/07 | 009.  | 0526   |
| 2007/08 | 019.  | 0273   |
| 2008/09 | 012.  | 0558   |
| 2009/10 | 027.  | 0154   |
| 2010/11 | 008.  | 0764   |
| 2011/12 | 049.  | 0051   |

### Grand-Prix-Platzierungen
| Saison | Platz | Punkte |
| ------ | ----- | ------ |
| 2000   | 02.   | 480    |
| 2001   | 33.   | 042    |
| 2002   | 09.   | 152    |
| 2003   | 37.   | 016    |
| 2004   | 06.   | 255    |
| 2005   | 21.   | 084    |
| 2006   | 19.   | 114    |
| 2007   | 43.   | 047    |
| 2010   | 26.   | 074    |
| 2011   | 64.   | 016    |

### Weltrekorde
| #   | Schanze                          | Ort     | Land      | Weite   | aufgestellt am | Rekord bis    |
| --- | -------------------------------- | ------- | --------- | ------- | -------------- | ------------- |
| 97  | Velikanka bratov Gorišek (K185)  | Planica | Slowenien | 227,5 m | 20. März 2003  | 22. März 2003 |
| 98  | Velikanka bratov Gorišek (K185)  | Planica | Slowenien | 228,5 m | 22. März 2003  | 23. März 2003 |
| 99  | Velikanka bratov Gorišek (K185)  | Planica | Slowenien | 231,0 m | 23. März 2003  | 20. März 2005 |
| 102 | Letalnica bratov Gorišek (HS215) | Planica | Slowenien | 235,5 m | 20. März 2005  | 20. März 2005 |

### Schanzenrekorde
| Schanze                    | Ort       | Land       | Weite   | aufgestellt am   | Rekord bis       |
| -------------------------- | --------- | ---------- | ------- | ---------------- | ---------------- |
| Puijo-Schanze (K120)       | Kuopio    | Finnland   | 123,0 m | 4. März 1998     | 4. März 1998     |
| Villacher Alpenarena (K90) | Villach   | Österreich | 99,5 m  | 14. August 1999  | 14. Juli 2001    |
| Čerťák (K185)              | Harrachov | Tschechien | 214,5 m | 9. März 2002     | aktuell          |
| Lugnet-Schanzen (K115)     | Falun     | Schweden   | 130,5 m | 13. März 2002    | 25. Februar 2014 |
| Granåsen (HS131)           | Trondheim | Norwegen   | 139,0 m | 5. Dezember 2008 | 6. Dezember 2008 |